# Жінки в науці

Частка дослідниць за країною (ЮНЕСКО, 2013).

Феномен «дірявої труби»: зменшення кількості жінок на різних ступенях наукової кар'єри: 53 % випускниць бакалаврату > 53 % випусниць магістратури > 43 % жінок з докторським ступенем > 28 % дослідниць (ЮНЕСКО, 2013).

Відсоток жінок серед вчених, найнятих у секторі комерційного підприємництва (ЮНЕСКО, 2013).

Жінки сприяли розвитку науки, техніки і медицини з найдавніших часів, але їх участь не завжди була помічена (прикладом такого замовчування є ефект Матильди, коли жіночі винаходи і напрацювання приписуються чоловікам). Жіноча історія висвітлює причини цього, а також перешкоди, які повинні були долати жінки, і стратегії, які вони повинні були прийняти, щоб їхня робота приймалася науковою спільнотою. До середини ХІХ ст., та й навіть значно пізніше, погляди суспільства на можливість жінок брати участь у науковій діяльності виявлялися скептичними. До ХХ століття жінки були виключені з академічної освіти: лише у ХХ ст. більшість університетів приймали в студентські групи тільки чоловіків.
Позбавлення жінок можливості формальної освіти (особливо бл. 1600 року і до кінця ХІХ ст.) серйозно обмежило участь жінок у науці. Можливість наукової діяльності жінок часто асоціювалася з приналежністю до аристократії, з сімейними зв'язками або з приналежністю до ізольованих громад (як релігійні секти). Одним із способів, яким жінки брали участь у дослідженнях, було виконання «домашніх» або «жіночих» видів діяльності, які вважалися мистецтвом (як ілюстрування), перекладом та письмом іноземними мовами. Війни також часто створювали нові можливості для жінок (коли залученість у війська породжувала дефіцит вчених-чоловіків).
Сучасна участь жінок у науковій діяльності відрізняється від участі в ній чоловіків у багатьох аспектах, зокрема:
- участь жінок будь-якого віку (навіть сьогодні) в науці менша за чоловічу: жінкам належить менше 30 % наукових публікацій;
- жінки присутні в конкретних наукових напрямках (наприклад, жінок й досі мало у STEM);
- жінок менше на керівних посадах (вертикальна гендерна сегрегація ринку праці);
- заробітна плата жінок у науці нижча за чоловічу;
- жінки отримують менше персоналу та гірше фінансування при відкритті лабораторій за однакових умов з чоловіками[1];
- напрацювання, винаходи та відкриття жінок приписуються їхнім колегам-чоловікам[2];
- роботи жінок рідше цитуються[3];
- журналістські, біографічні, художні тексти про науковиць акцентують на їх родинних заняттях, практиках краси, дітонародженні замість наукової діяльності (тест Фінкбайнер).
- жіночих біографій значно менше в Вікіпедії, ніж чоловічих (до 15 %).

Забезпечення доступу до вищої освіти і державної підтримки у ХХ столітті, принаймні у США та Європі, призвело до масового зростання участі жінок у всіх галузях науки. Проте жінки залишаються в явній меншості в точних науках, особливо в математиці, фізиці, інформатиці та механіці (Жінки у галузях STEM). Нині жінки складають менше третини вчених у світі.
Про ключові віхи участі жінок у науці див. Хронологія жінок у науці та Список винаходів і відкриттів, здійснених жінками.
Про фактори, що спричинюють недопредставленість жінок у науці, див. Сексизм в освіті та Ефект Матильди.

## Причини гендерної нерівності в науці
Гендерні дисбаланси в науці привернули увагу в Європі ще в середні віки (так, Христина Пізанська, що й сама активно займалась наукою, присвятила темі чимало публічних дискусій). З 18-го століття брак жінок у науці став предметом досліджень і обговорень у різних галузях науки, таких як психологія, соціологія, антропологія, філософія, культурологія (приклад ранніх досліджень — Жан Кондорсе). З розвитком феміністської теорії питання даного дисбалансу ґрунтовно вивчають гендерні дослідження, зокрема, історія жінок та жіночі студії (відомий приклад дослідження браку жінок в літературі — Своя кімната Вірджинії Вулф).
Пояснення феномену історично еволюціонували від теорій біологічного детермінізму до теорій детермінізму культурного.
- Біологічний детермінізм. До середини ХІХ століття переважала помилкова гіпотеза про біологічні та психологічні «особливості» жінок, які нібито заважають їм займатися наукою (див. Також гіпотезу про чоловічу перевагу)[5]. Приклади відомих науковиць розглядалися як виняток, що «підтверджував загальне правило».
- Культурний детермінізм. Нині доведено, що основною причиною недопредставленості жінок у науці є соціальні, культурні та релігійні детермінанти (див. ефект Матильди), які різними способами обмежують можливості жінок займатися науковою діяльністю і досягати успіху в цій галузі[6]. Серед таких причин:
  - правові обмеження жінок (відсутність виборчих прав жінок та суттєво обмежені майнові, права пересування у більшості країн в середньому до ХІХ-ХХ століть);
  - обмежений доступ жінок до освіти (див. Жіноча освіта);
  - неоплачувана робота (котра виконується переважно жінками і віднімає в них часовий ресурс на професійне вдосконалення);
  - гендерний розрив в оплаті праці (навіть з тією ж кваліфікацією на тій же посаді;
  - сексизм в освіті (прихований навчальний план для дівчаток та хлопчиків, заохочування дівчаток до праці в сферах обслуговування (медицина, освіта, психологія, легка та харчова промисловість), а хлопчиків — до технічних спеціальностей (точні науки, важка промисловість, ІТ, топменеджмент, бізнес) тощо);
  - сексизм при наймі (відмова наймати жінок фертильного віку, жінок, які мають дітей (чи які не мають).
  - скляна стеля (обмеження кар'єрного просування жінок у окупованих чоловіками професіях), скляний ескалатор (стрімке зростання кар'єри чоловіків у професіях, де переважають жінки) та ряд подібних статистично спостерігуваних перепон.
  - традиційний андроцентризм наукового дискурсу, що діє як замкнуте коло, і не сприяє збереженню і поширенню інформації про наукові досягнення жінок. Локальні приклади такого інформаційного викривлення — ефект Матильди, гендерна упередженість у Вікіпедії. Змістити акцент з гендерно-стереотипних описів на описи наукового внеску в текстах про науковиць покликаний, наприклад, Тест Фінкбайнер.
  - сексизм у культурі, рекламі та медіа, котрий просуває сексуально об'єктивовані образи домогосподарок, користувачок продуктів індустрії краси, матерів та доглядачок — на шкоду образам успішних науковиць та бізнесвумен.

Усім видам обмежень доступу жінок до науки сприяли і сприяють гендерні стереотипи про «невідповідність» жінок для певних (зазвичай, високооплачуваних та престижних) фахів та консервативні уявлення про гендерні ролі, котрі приписують нерівномірне виконання роботи з обслуговування (репродуктивна праця, догляд дітей, літніх та хворих, харчування, ремонт одягу, підтримання санітарного стану житла) жінками та чоловіками.

## Стародавні часи

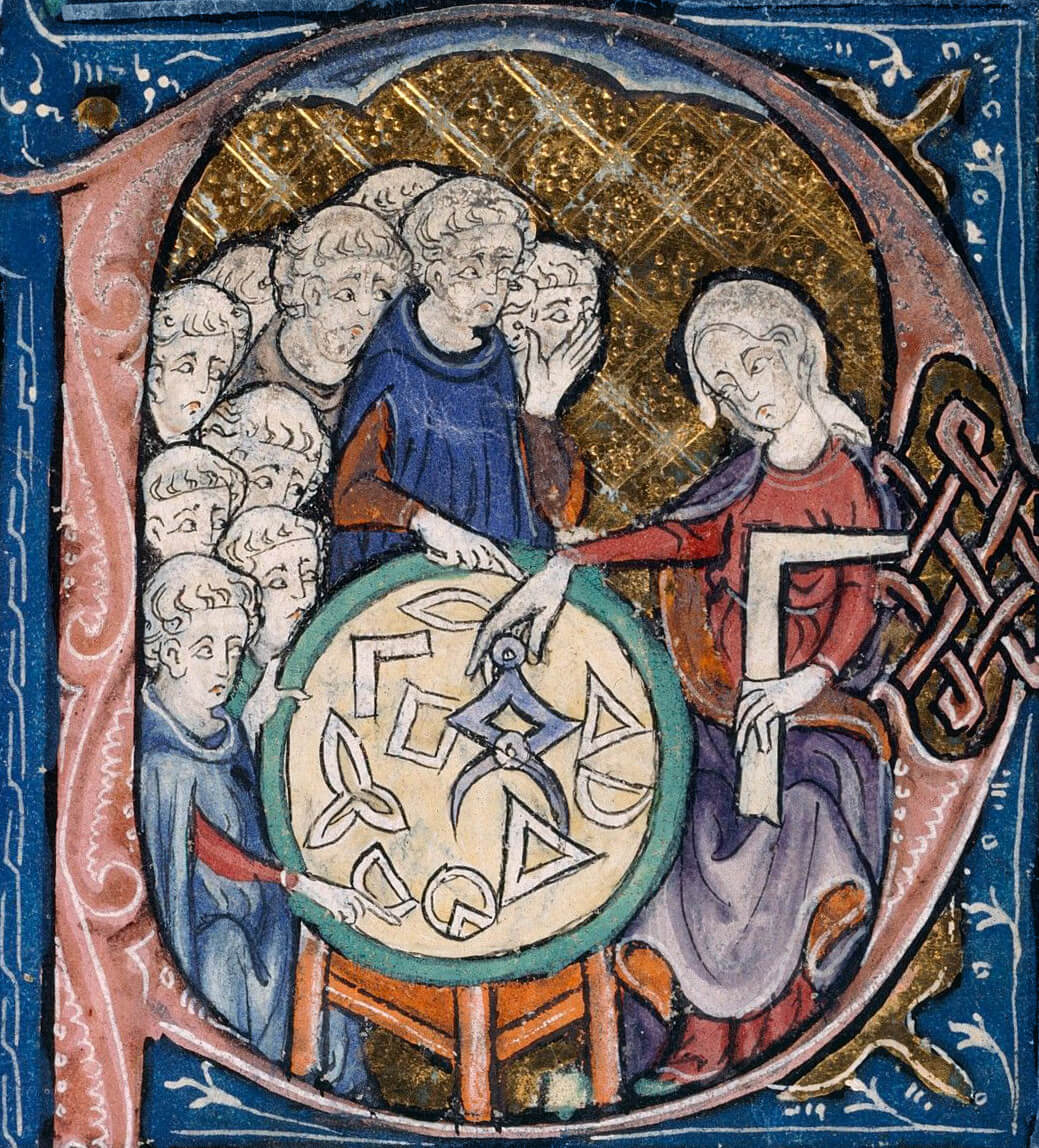
Викладачка геометрії. Ілюстрація із середньовічного перекладу " Елементів " Евкліда (біля 1310)

Участь жінок у медицині підтверджена в деяких ранніх цивілізаціях. Єгиптянка Меріт Птах (2700 р. до н. е.), названа «головним медиком», є найстарішим жіночим іменем в історії науки. Гомер згадував Агеміді як цілительку в Стародавній Греції. Агнодіка була першою з відомих лікарів (практикувала в 4 ст. до н. е. в Афінах).
У Стародавній Греції жінкам було доступне вивчення натурфілософії. Прикладами науковиць того часу є Аглаоніка, відома за прогнозуваннями затемнень, а також математик Теано, студентка Піфагора. Відомо також, що в одній зі шкіл, заснованих Піфагором, було багато жінок.
Кілька жінок відомі в області протонауки алхімії в Олександрії в першому столітті н. е. Найвідоміша з них — Марія Єврейка, винахідниця кількох хімічних інструментів, наприклад, водяної бані (називаної також байн-мейр від її імені) і лабораторних приладів.
Гіпатія Олександрійська (близько 370—415 рр.), авторка робіт з геометрії, алгебри, пов'язана з винаходом ареометра, астролябії і дистилятора, в наступних століттях стала культурною іконою, її образ довго наслідувався у мистецтві та серед аристократії.
| Ім'я                            | Портрет | Роки життя           | Розташування | Сфера занять, внесок |
| ------------------------------- | ------- | -------------------- | ------------ | --- |
| Акка Ларентія                   |         | бл. 634 р. до н. е.  | Рим          | Гінекологія |
| Аганіса                         |         | бл. 1878 р. до н. е. | Єгипет       | Філософія та астрономія; займалася наукою при дворі фараона |
| Сенусерт І                      |         |                      |              | |
| Аглаоніка                       |         |                      | Греція       | Астрономка, прогнозувала місячні затемнення, провала Фессалійською відьмою за те, що вміла «примушувати Місяць зникнути з небосхилу».[6] За Плутархом, «вона добре знайома з фазами місяця, могла передбачати його затемнення, і, знаючи заздалегідь, коли місяць сховається під тінню Землі».[7]                                                                                     |
| Арете з Сирени                  |         |                      | Греція       | Філософ, викладачка філософії |
| Бань Чжао                       |         |                      | Китай        | Історія |
| Діотіма                         |         |                      | Греція       | Викладачка філософії. Навчала Сократа. |
| Енхедуанна                      |         | бл. 2354 р. до н. е. | Месопотамія  | Перша письменниця в історії літератури |
| Гарджі Вачакнаві                |         |                      | Індія        | Згадується у Ведах як філософ |
| Гіппархія                       |         |                      | Греція       | Філософ |
| Гіпатія                         |         |                      | Олександрія  | Математик |
| Ластенія Мантінейська           |         |                      | Греція       | Філософ |
| Марітраджі                      |         |                      | Індія        | Філософ |
| Пентесілея                      |         | бл. 1187 р. до н. е  |              | Легендарна винахідниця сокири |
| Періктіоне                      |         | 6 ст до н. е.        | Греція       | Філософ. Учениця Піфагор |
| Меріт Птах                      |         | бл. 2700 р. до н. е  | Єгипет       | Перша з відомих за іменем лікарів |
| Лей Цзу                         |         | бл. 2640 до н. е.    | Китай        | Імовірно, відкрила процес виробництва шовку |
| Ші Дан                          |         | бл. 105 р. н. е.     | Китай        | Імператриця, разом з Цай Лунь винайшла метод виготовлення паперу з кори шовковиці |
| Королева Сондок                 |         | бл. 630 року н. е.   | Корея        | Астрономка |
| Теано                           |         |                      | Греція       | філософ |
| Теміста                         |         | 4 ст до н. е.        | Греція       | Філософ |
| Марія Єврейка (Марія Пророчиця) |         | 1 ст. н. е           | Єгипет, Рим  | Перша жінка-алхімік (поєднала теорію алхімії з лабораторними дослідами), перша справжня експериментаторка. Одна з небагатьох виготовляла барвник колькотар. Винайшла трибікос (трирукавний перегонний куб типу аламбік для отримання спирту), керотакіс (герметичний пристрій для отримання конденсату), водяну баню («бенмарі»)[7][8], можливо, спосіб отримання соляної кислоти[6]. |

## Середньовічна Європа

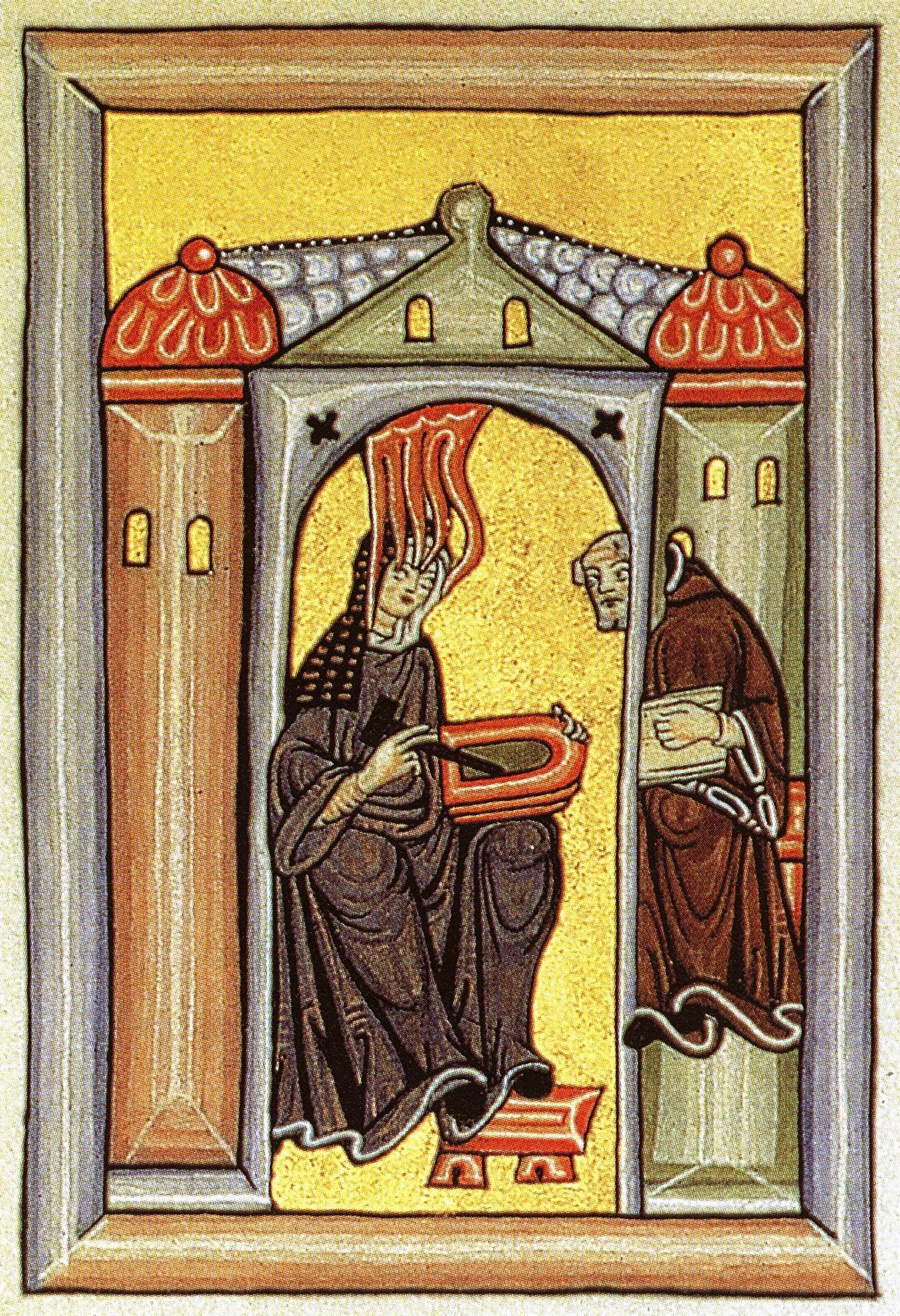
Гільдегарда Бінгенська

У середньовічній Європі деякі жінки мали доступ до університетської освіти. Італійська лікарка Тротула Салернська обіймала посаду в Schola Medica Salernitana, де викладала благородним італійкам. Групу учениць Тротули іноді називають «дамами з Салерно». Також Тротула написала важливі тексти з акушерства і гінекології.
Болонський університет дозволив жінкам відвідувати заняття з моменту свого заснування в 1088 році. Доротея Букка була в даному навчальному закладі керівницею відділу медицини в 15 столітті.
Середньовічні абатства були ще одним місцем для освіти жінок. Деякі з них дозволяли їм проводити наукові дослідження. Прикладом цього є намісниця монастиря, німкеня Гільдегарда Бінгенська (бл. 1151—1158), чиї численні роботи стосуються різних галузей, включаючи медицину, природничі науки і філософію.

## Наукова революція (XVI—XVIIст.)
16 та 17 століття в Західній Європі характеризувалися зростанням частки жінок у всіх галузях науки. Проте жінки досі були виключені з університетів та професій, пов'язаних з інтелектуальною діяльністю. Науковиці трактувалися як надзвичайні винятки, рідкісні, як «комети». Оскільки європейське дворянство зацікавилося навчанням як хобі, знатні жінки також могли брати участь у неформальних наукових дослідженнях своїх батьків і братів.
В період раннього модерну формувалася спільнота європейських вчених, заснована на листуванні, відомому як Співдружність вчених. Дослідники обмінювалися спостереженнями та роботами, оминаючи політичні, релігійні та соціальні бар'єри. Ця форма участі в науковому житті була також доступна жінкам, які брали в ній участь на рівних умовах. Серед жінок, що належали до Співдружності, були: чеська княгиня Ельжбета, Анна Марія ван Схюрман, Марі де Гурна і Батсуа Макін. Збільшення участі жінок у науковому житті відбувалося лише в просвітництві, коли вони почали відкривати модні салони, які стали центрами інтелектуального життя.
Маргарет Кавендіш, англійська аристократка (принцеса Ньюкасла) з 17-го століття, брала участь у деяких найважливіших наукових дискусіях того часу. Кавендіш була однією з багатьох французьких та англійських аристократок з подібними інтересами. Проте їй відмовили у вступі до Королівського товариства, хоча й дозволили відвідати засідання цього товариства один раз. Кавендіш написала багато наукових праць, у тому числі роботи Нотатки з експериментальної філософії і Основи натурфілософії, у котрих критикувала все більш поширену віру в те, що людство завдяки науці стане господарем природи.
Жінки в Німеччини перебували в сприятливішому становищі. У німецьких країнах збереглася традиція участі жінок у виробництві та ремеслах, і завдяки цьому науковиці могли займатися насамперед спостереженням природних явищ, особливо астрономії. У 1650—1710 роках жінки становили 14 % всіх німецьких астрономів. Найвідомішою з них була Марія Кірх (Вінкельман). Її виховували батько і дядько, а також вона займалася самоосвітою. Шлюб з відомим прусським астрономом Готфрідом Кірхом дозволив їй продовжувати дослідження. Вона стала помічницею чоловіка в астрономічній обсерваторії Берлінської академії наук і зробила значний внесок, відкрила комету. Після смерті чоловіка подала заяву на посаду помічниці астронома в цьому університеті, але, попри відповідну кваліфікацію, їй відмовили в посаді як жінці без наукового ступеня. Члени академії побоювалися, що залучення жінки призведе до негативних зауважень і дасть поганий приклад.
Проблеми Марії Вінкельманн з Берлінською академією відображали тогочасні масштаби перешкод, з якими стикалися жінки, що хотіли присвятити себе науковій роботі, на противагу чоловікам. Жодна жінка не була прийнята до таких наукових товариств, як Королівське товариство Англії та Французька академія наук, аж до ХХ століття. Більшість людей у 17-му столітті вважали, що будь-яка форма наукової діяльності перебуває у конфлікті з домашніми обов'язками, які, як очікувалося, мали виконувати жінки (див. Неоплачувана робота).
Наукова революція підтримала консервативні погляди на природу жінок. Більшість вчених вказали на наукові відкриття, щоб виправдати думку про те, що жінки за своєю суттю поступаються чоловікам і підпорядковуються їм і є придатними тільки для ролі матері-няні. Розповсюдження видавництв сприяло популяризації таких поглядів.

## XVIII століття

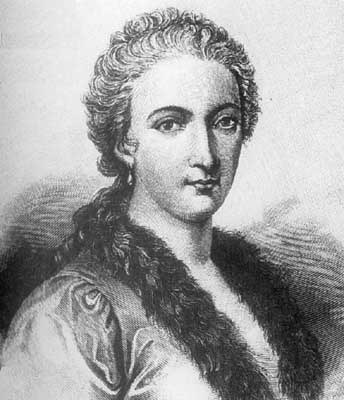
Марія Гаетана Аньєзі

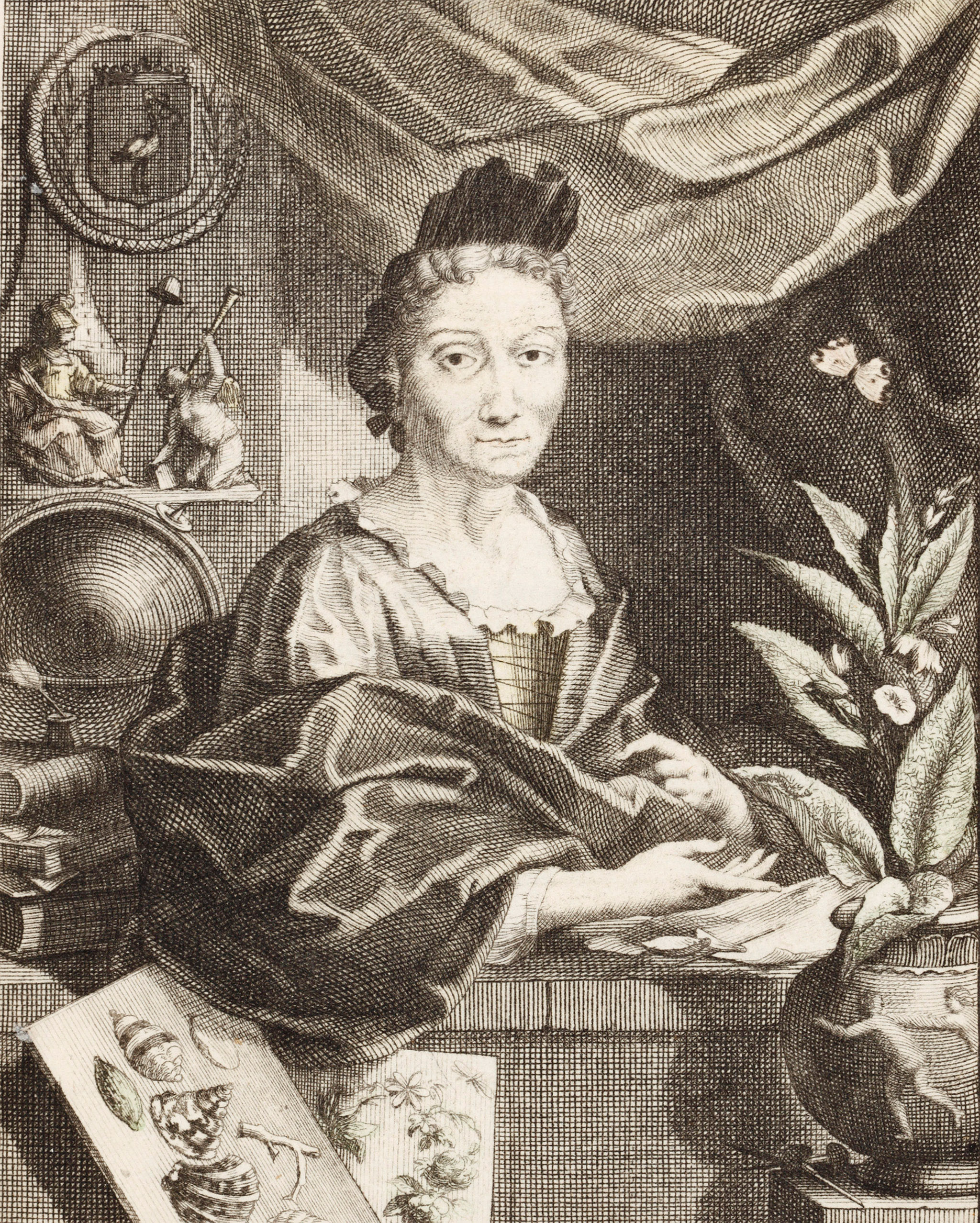
Марія С. Меріан

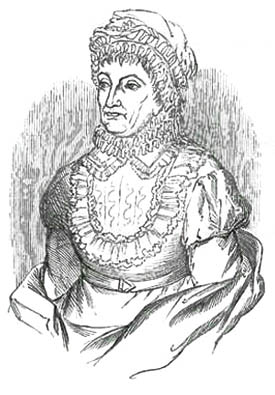
Кароліна Гершель

Просвітництво сприяло подальшому збільшенню участі жінок у науці. Розвиток традиції літературних, мистецьких і наукових салонів у Франції вплинув на те, що частими їх відвідувачами були філософи, які популяризували свої погляди на політичні, соціальні та наукові питання в будинках багатіїв та аристократії. Оскільки ці зустрічі в основному проводилися жінками (до яких традиційно належала «домашня» сфера), багато з них стали відомими завдяки таланту домогосподарок та учасниць дискусій, які об'єднали видатних інтелектуалів тієї епохи.
Маркіза Емілі дю Шатле, подруга і співавторка Вольтера, переклала Принципію Ньютона французькою і відкрила принцип збереження енергії та формування кінетичної енергії.
Лаура Бассі була фізиком і філософом, першою жінкою в європейській історії, яка працювала викладачкою університету (Болонський університет). Її наступницею в цьому навчальному закладі була Марія Гаетана Аньєзі — математик, авторка робіт з цілочисельного та диференціального числення.
Жінки могли мати справу з певними галузями науки як хобі, наприклад, ботаніка була типовим предметом інтересу жінок у 18 столітті. У той же час, жінки вважалися недостатньо розумними для участі в дебатах щодо класифікації видів, але могли, використовуючи існуючі закономірності, збирати та описувати рослини у вільний час. Малюнок вважався важливою майстерністю для жінок, і багато хто використовували його в наукових цілях, особливо для нових видів рослин, ввезених з експедицій. Марія Сибілла Меріан стала офіційною ботанікинею на кораблі в кількох подорожах, під час яких малювала і каталогізувала нові види рослин. Однак було зазначено, що система класифікації рослин Ліннея заснована на статевих відмінностях, тобто вона є «непристойною», і тому наприкінці 18-го століття жінкам не рекомендували вивчати питання про репродукцію рослин з побоювання, що це буде морально шкідливо для них.
Письменниця леді Мері Монтегю спостерігала поширення віспи в Османській імперії; написала та популяризувала багато доповідей на цю тему в Англії в 1717 р.
Через те, що багато експериментів і наукових дебатів відбувалися вдома, для жінок було простіше брати участь у науковій діяльності своїх чоловіків та інших членів сім'ї. Однією з найвідоміших була француженка Марія-Анна П'єретта Польз, з якою Антуан Лавуазьє одружився у її віці 14 років і яка стала його помічницею у домашній лабораторії. Паулз говорила англійською і перекладала не тільки листування чоловіка з англійськими хіміками, але й роботу Річарда Кірвана Essay on Phlogiston — ключовий текст у суперечці з англійськими хіміками, такими як Джозеф Прістлі, про природу тепла в хімічних реакціях. Мері-Енн Паулз також брала уроки малювання в Жака-Луї Давида і особисто виконала 14 гравюр для революційної роботи її чоловіка Traité Élémentaire de Chimie (1789). Паулз керувала невеликим, але активним науковим салоном і спілкувалася з багатьма французькими вченими і натуралістами, яких вражала своїм розумом. Дослідження про природу продовжувалися і після страти на гільйотині її чоловіка в 1794 році; Паулз одружилася з Бенджаміном Томпсоном в 1804 році і стала графинею Румфорда, але чоловік не сприймав її контакти з іншими вченими і неохоче брав участь в експериментах, що призвело до розпаду їхнього шлюбу через чотири роки.
Іншим відомим прикладом є англійська астрономка Кароліна Гершель, яка народилася в Ганновері, але проживала в Англії, де була помічницею брата Вільяма Гершеля. Гершель отримувала невелику зарплату від уряду за визнання її заслуг (один з перших випадків оплати праці жінок-дослідниць). У 1786—1797 роках Гершель виявила 8 комет, а в 1798 році в Королівському товаристві опублікувала «Індекс до спостережень Фламштеда зі стаціонарних зірок», в якому згадала понад 500 раніше пропущених зірок (Гершель була першою жінкою в історії, яка представляла наукову роботу в цьому товаристві). У 1835 році Кароліна Гершель разом з Мері Сомервіль стали (як перші жінки) обраними членами Королівського астрономічного товариства.

## Початок 19 століття

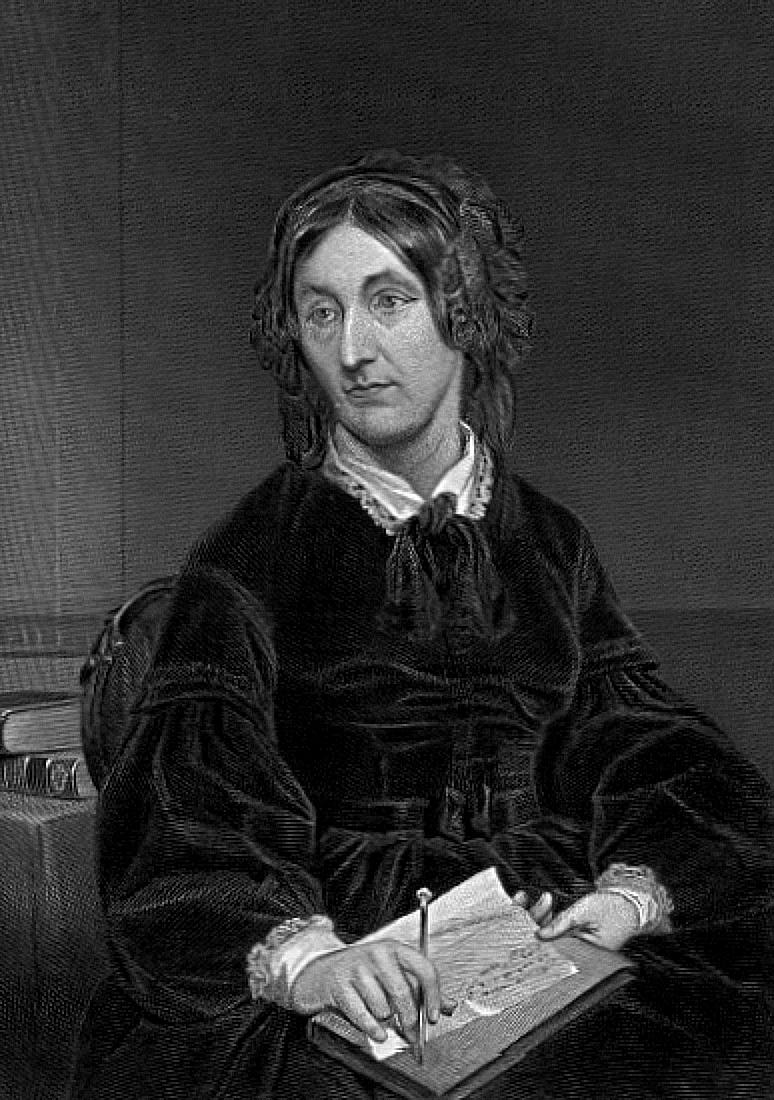
Марія Сомервіль

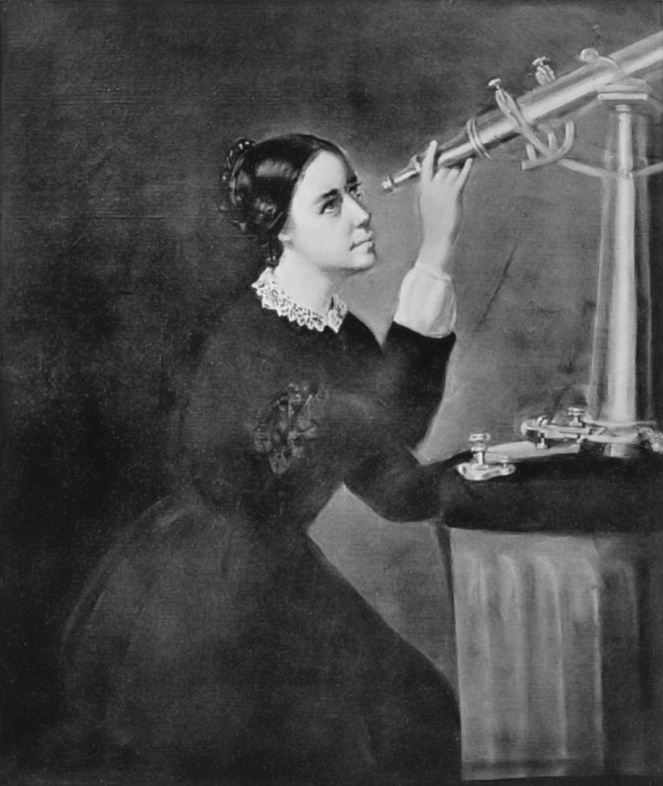
Марія Мітчелл

На початку ХІХ століття наука була переважно аматорською. Участь жінок у ній була обмежена, виключаючи їх з офіційної академічної освіти, але в той же час жінки почали отримувати визнання, що знайшло відображення у прийнятті жінок до наукових товариств.
Шотландська науковиця Мері Ферфакс Сомервілль проводила експерименти з магнетизму і написала наукову працю Магнітні властивості пурпурних променів у сонячному спектрі. Також Соммервіль створила кілька математичних, астрономічних, фізичних і географічних праць, активно пропагуючи жіночу освіту. За ці заслуги Королівське товариство 1826 році прийняло Мері Соммервіль (як другу жінку).
Відома англійська математикиня леді Ада Лавлейс, учениця Марії Сомервілль, листувалася з Чарльзом Беббіджем про застосування його аналітичної машини (комп'ютерний прототип). У нотатках (1842—1843), прикладених до її перекладу статті про пристрій, Лавлейс описала широкий спектр можливостей для його використання як універсального комп'ютера, який навіть міг складати музику. Лавлейс вважається авторкою першої в світі комп'ютерної програми.
У німецькому Kaiserswerth в 1836 році був створений інститут Diakonis для навчання жінок догляду та сестринській справі. Елізабет Фрай відвідала цей інститут в 1840 році і створила Лондонський інститут медсестринства, де в 1851 році навчалася Флоренс Найтингейл.
У США Марія Мітчелл прославилася як відкривачка комети в 1847 році, також вона допомагала в розрахунках для Альманаху судноплавства, опублікованого Морською обсерваторією США. Мітчелл була першою жінкою, котра вступила до Американської академії мистецтв та наук (в 1848 році) і Американської асоціації сприяння науці (в 1850 році).
Інші відомі науковиці початку 19 ст.:
- Велика Британія: Мері Еннінг (палеонтологиня), Анна Аткінс (ботанікиня), Джанет Тейлор (астрономка);
- у Франції: Софі Жермен (математикиня), Жанна Віллепре-Пауер (морська біологиня, винахідниця акваріума).

Першою з жінок отримала диплом про вищу освіту і бакалаврський ступінь американка Кетрін Брюер Бенсон в 1840 році.

## Кінець ХІХ століття

### Європа
У другій половині ХІХ ст. було створено все більше можливостей для доступу жінок до освіти. Школи, спрямовані на виховання дівчат, були створені в Сполученому Королівстві (Північно-Лондонську університетську школу (1850), Челтнемський жіночий коледж (1853) і Шкільний трастовий фонд для дівчаток (1872)). Перший жіночий університетський коледж у Великій Британії, коледж Гіртон, Кембридж, був заснований в 1869 році, за ним — Newnham College (Cambridge, 1871) і Somerville College (Оксфорд, 1879).
Кримська війна (1853—1856) сприяла появі професії медсестри, зробивши знаменитим ім'я Флоренс Найтінгейл. Піонерка у сфері охорони здоров'я та медичної статистики, в 1860 році Найтінгейл заснувала першу школу медсестер у Лондоні.
Елізабет Гарретт Андерсон була першою жінкою, яка мала медичну кваліфікацію. Разом з Софією Джекс-Блейк, американкою Елізабет Блеквелл та іншими, Андерсон в 1874 році заснувала першу медичну школу для жінок — Лондонську школу медицини для жінок.
Інші відомі науковиці Європи кінця ХІХ століття:
- у Великій Британії: Герта Маркс Айртон (математикиня, інженерка), Маргарет Хюггінс (астрономка), Беатрікс Поттер (мікологиня);
- у Франції: Доротея Клампке (астрономка); Марія Склодовська-Кюрі (фізик, хімік, 1898: відкрила радій і полоній);
- в Німеччині: Амалія Дітріх (природознавиця, біолог), Агнес Покельс (фізик);
- в Росії: Соф'я Ковалевська (математикиня).

### США
Наприкінці ХІХ століття поява першого жіночого коледжу відкрила шлях до освіти і наукової кар'єри для жінок. Ці жіночі коледжі створили багато випускниць, які згодом здобули докторський ступінь (Ph.D.). Багато коледжів у цей період почали приймати жінок і ставали закладами змішаного навчання. Елізабет Блеквелл, її сестра Емілі Блеквелл та Марія Закржевська створили Нью-йоркську лікарню для жінок і дітей (1857) та Жіночий медичний коледж (1868) — школи, що викладають жіночі теорії та практику медичної професії. Блеквелл також опублікувала кілька книг з медичної освіти для жінок.

## З 1900 року до Другої світової війни

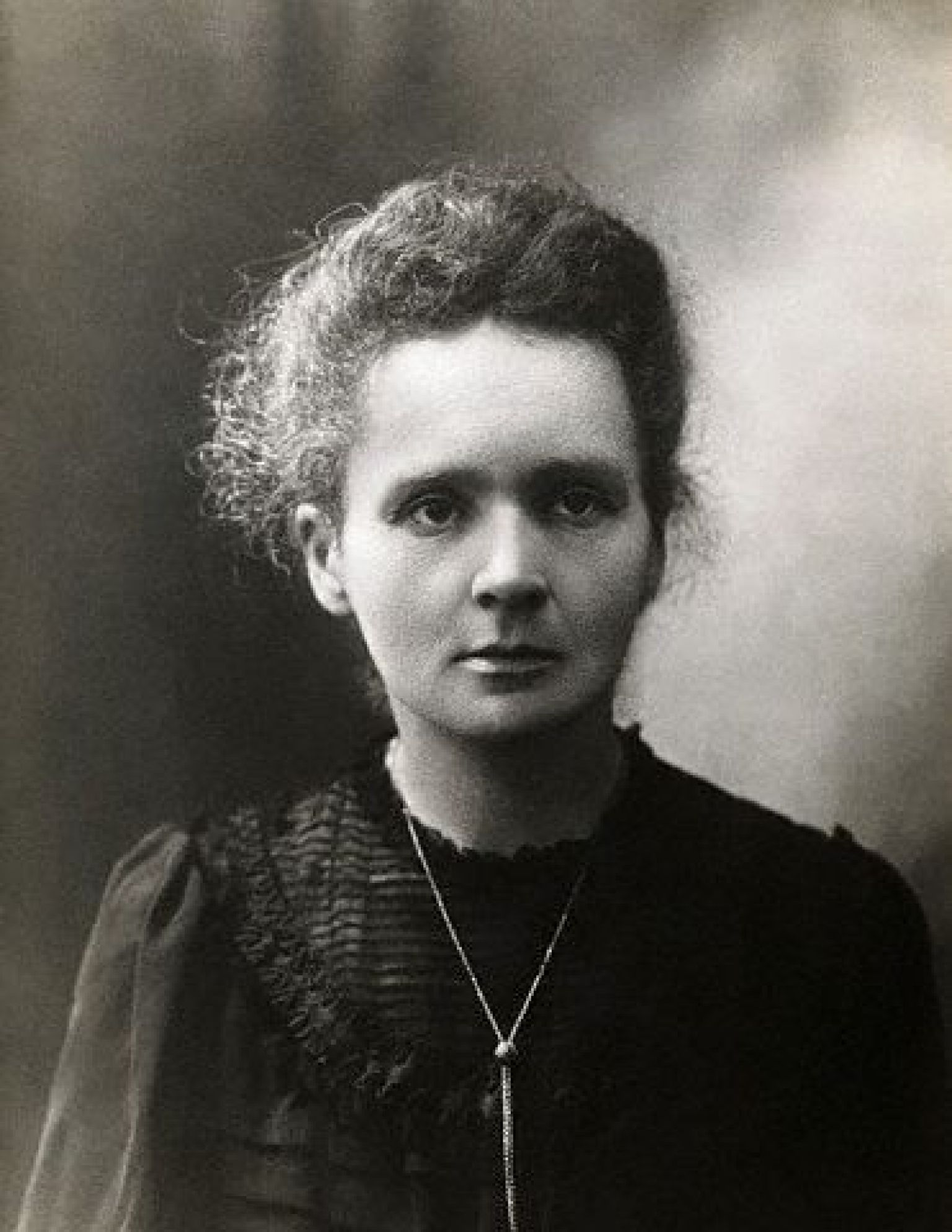
Марія Склодовська-Кюрі

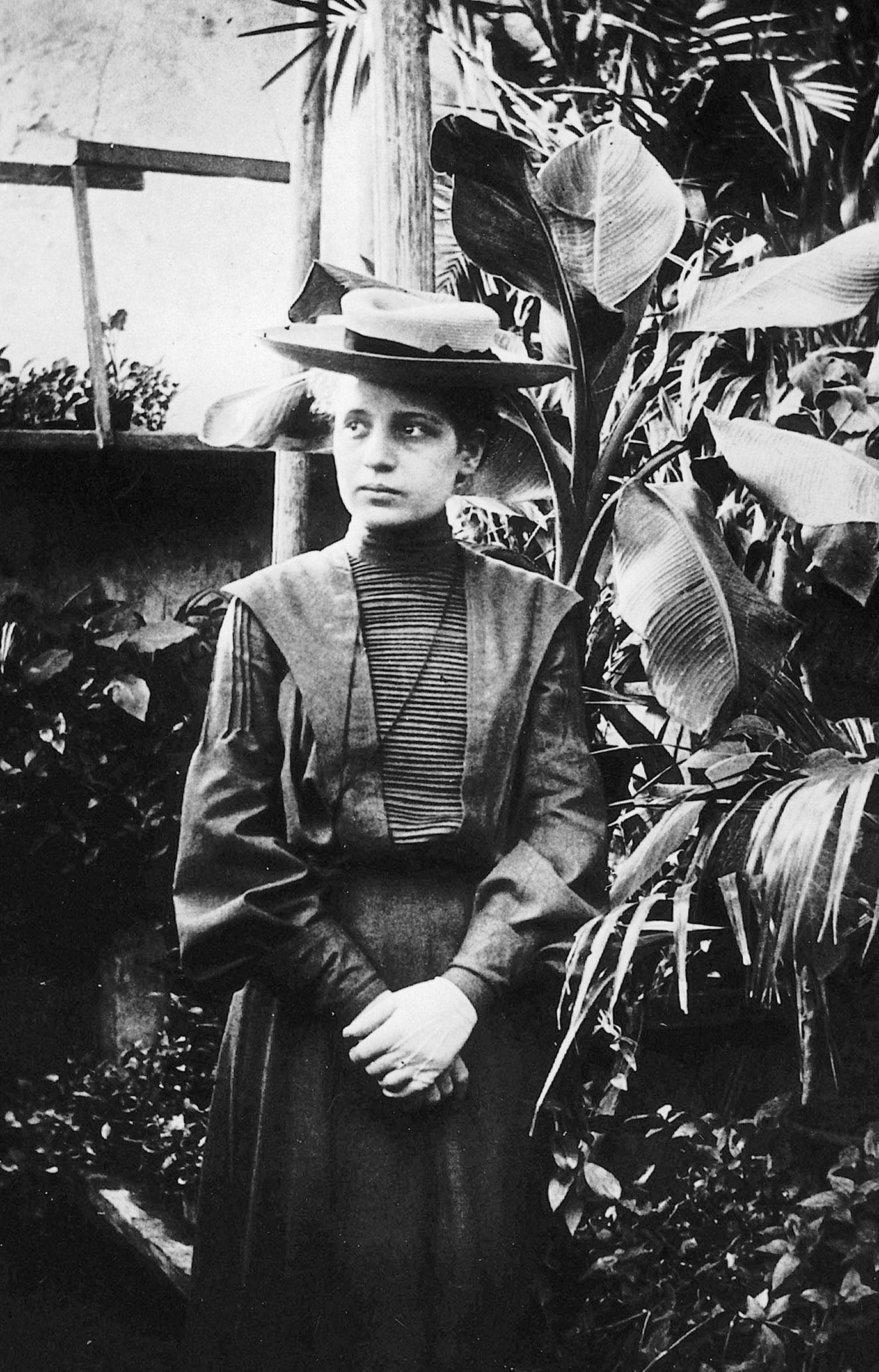
Ліза Майтнер

### Європа
Серед значних прикладів відомих науковиць періоду (чотири з них відкрили нові хімічні елементи):
- Марія Склодовська-Кюрі (Польща) першою з жінок отримала Нобелівську премію (1903 р., фізика), вперше не ділила премію ні з ким (1911 р., хімія) і єдина людина, удостоєна премії двічі. Обидві нагороди — за внесок у дослідження радіоактивності та відкриття полонію і радію. Зі Склодовською-Кюрі також співпрацювали польські науковиці в Парижі: Ядвіга Шмідт і Аліція Дораб'яльська (фізик, хімік, професор Львівської, а потім — Лодзької політехніки).
- Ліза Майтнер тісно співпрацювала з Отто Ганом, і перші ескізи про можливість поділу атомного ядра належать її перу. У 1918 році Майтнер з Ганом відкрила Протактиній.
- Еммі Нетер сприяла розвитку Ерлангенської програми з геометрії. Фізики досі опираються на теорему Нетер. У своїй роботі вона показала, за яких умов напівгрупа перетворень Пуанкаре в загальній теорії відносності допускає закони збереження. Стаття Нетер на цю тему була представлена на засіданні наукової організації в Геттінгені 16 липня 1918 року.
- Данська сейсмологиня Інге Леманн вперше припустила у 1936 році, що всередині рідкого ядра землі є жорстке внутрішнє ядро.
- Іда Таке Ноддак відкрила Реній в 1925 році, а Маргарита Перей у 1939 році відкрила Францій.

### США
Близько 1900 року частка жінок у науці значно зросла завдяки вищій освіті для жінок та можливості навчання в декількох нових університетах. Книга Маргарет Россітер: Науковиці в Америці аналізує цей період, згадуючи про появу нових можливостей для наукової роботи жінок.
Економіка домогосподарств — нова течія в науці, започаткована в 1908 році Еллен Своллоу Річардс, створила нові можливості для наукової діяльності жінок. Річардс була співзасновницею Американського товариства економіки домогосподарств, який публікував журнал Journal of Home Economics та організував конференції. Факультети цієї економіки створювалися в багатьох університетах, особливо сільськогосподарського профілю.
Нові можливості для жінок з'явилися в ботаніці та ембріології. У психології жінки здобували докторські ступені, однак їх заохочували спеціалізуватися на педагогічній психології та працювати в клінічних установах, таких як лікарні та соціальні установи.
Друга світова також принесла нові можливості. Управління досліджень і розробок під керівництвом Ванневара Буша з 1941 р. почало вести реєстр вчених жінок і чоловіків. Через нестачу працівників-чоловіків (призначених до армії), жінки отримали можливість працювати у професіях, раніше недоступних для них. Багато з них працювали над проєктом Мангеттена (в тому числі Леона Вудс Маршал (Leona Woods Marshall), Кетрін Вей (Katharine Way) і Ву Цзяньсюн) та в інших американських науково-військових програмах.
В інших галузях науки жінки шукали нові форми застосування своїх знань у роботі для армії. Троє дієтологинь: Лідія Джейн Робертс, Гейзел К. Стібелінг і Гелен С. Мітчелл розробили в 1941 році «Рекомендований раціон харчування» та допомагали цивільним і військовим групам готувати програми харчування для великих груп людей.
Рейчел Карсон, яка працювала в Управлінні рибної економіки США, підготувала брошури, які заохочували американців їсти більше риби і морепродуктів. Карсон також брала участь у морських дослідженнях військової техніки та обладнання для підводного пошуку.
Жінки в психології утворили Національну раду психологинь, яка організовувала різні військові програми. Лідеркою організації була Флоренс Лаура Гуденоу.
У суспільних науках кілька жінок брали участь у підготовці «японської евакуації та переселення» в Каліфорнійському університеті. Цю програму очолювала соціолог Дороті Свейн Томас, яка співпрацювала з випускницями факультету антропології Тамі Цучіяма (єдина студентка японського походження в програмі) і Розалі Генкі Вокс.
У ВМС США науковиці зробили багато досліджень. Планктонологиня Мері Сірс розробила військову океанографічну техніку на посаді начальниці відділу гідрографічного управління океанографії. Хімікиня Флоренс Ван Стратен працювала інженеркою аерології, вивчаючи вплив атмосферних умов на хід війни. математик Грейс Гоппер була однією з перших у комп'ютерному програмуванні (для комп'ютерної марки I). математик Міна Шпігель Ріс була головною технічною співробітницею математичної команди в Національному комітеті з військових досліджень.
У 1925 році випускниця Гарвардського університету Сесілія Пейн-Гапошкіна вперше довела на основі наявних даних про спектр зірок, що вони складаються майже виключно з водню і гелію; це була одна з фундаментальних теорій зоряної астрофізики.

## Від Другої світової війни до наших днів
Ніна Байерс зауважила, що до 1976 року участь жінок у фізиці [Архівовано 9 липня 2011 у Wayback Machine.] була рідкісною, але відтоді вона постійно зростає.

### Європа
Спеціалістка з кристалографії Розалінд Франклін, напрацювання якої допомогли пояснити структури вуглецю, графіту, ДНК і вірусів. У 1953 році її дослідження ДНК сприяло створенню моделі структури ДНК.
У липні 1967 року Джоселін Белл Бернелл виявила існування PSR 1919 + 21 (перший відомий пульсар), що посприяло отриманню Ентоні Хевішоу в 1974 році Нобелівської премії з фізики.

#### Статистика
У Великій Британії у 2005 році жінки займали половину посад у науково-дослідних вищих навчальних закладах (наука, медицина, математика, інформатика та механіка), в біології та медицині (особливо медсестринство), тоді як чоловіки домінують у математиці, фізиці, інформатиці та механіці.

### США
Дослідження Барбари МакКлінток в 1940-х і 1950-х роках про генетику кукурудзи продемонстрували генетичну транспозицію. Хоча в той час мало хто розумів важливість її досліджень, в 1983 році МакКлінтон отримала Нобелівську премію у галузі фізіології і медицині за свої дослідження.
Шуламіт Лоу Голдхабер та її чоловік Gerson Goldhaber створили дослідницьку групу, яка вивчала K-мезон та інші високоенергетичні молекули в 1950-х.
Група вчених на чолі з Деборою С. Джин в Боулдері, штат Колорадо в 2003 році створила перший ферміонічний конденсат як новий стан речовини.

#### Статистика
З 1966 року кількість жінок, які отримали бакалаврський ступінь в галузі науки і техніки, з кожним роком постійно зростала, досягнувши в 2001 році 208 583 осіб, або близько половини від загальної кількості. Кількість випускниць факультетів науки і техніки зросла з 1991 року, досягнувши 41 % у 2001-му. Однак, попри паритет в освіті, у структурі зайнятості наявні чіткі відмінності: у 2001 році жінки складали 3/4 студентів-психологів, але лише 30 % ІТ-студентів та 20 % інженерів.
І кількість, і відсоток докторських ступенів в галузі науки і техніки, наданих жінкам, постійно зростають: з 8 % в 1966 р. до 37 % в 2001. Кількість докторантів-чоловіків досягла свого максимуму в 1996 році і з тих пір зменшується. Жінки із докторським чи інженерним ступенем в 2001 році працювали переважно в освіті і в значно меншій міріПро ключові віхи участі жінок у науці див. Хронологія жінок у науці та Список винаходів і відкриттів, здійснених жінками.
Про фактори, що спричинюють недопредставленість жінок у науці, див. Сексизм в освіті та Ефект Матильди. ніж чоловіки, у бізнесі чи промисловості.
Нещодавно опублікована книга Athena Unbound представила аналіз (на основі інтерв'ю та опитувань) про стан освіти та працевлаштування науковиць з раннього дитинства до вищої освіти та академічної кар'єри. Книга містить наступну тезу: жінки, щоб почати наукову кар'єру і досягти успіху, стикаються з певною низкою перешкод, пов'язаних з гендером, які досі тривають, незважаючи на останні досягнення.
З 1970-х років жінки охоплені позитивними діями в освітній та науковій сферах.

## Список відомих науковиць
У перелік включені деякі з відомих науковиць, які народилися до 1850 року або чий внесок у розвиток науки вважається значним, наприклад, підтверджений нагородами і призами (включаючи Нобелівську премію). Прізвища розташовані за порядком народження дослідниць.

### XIст.
- Гільдегарда Бінгенська

### XIIст.
- Геррада Ландсбергська
- Лілаваті (Індія), математик

### XIIIст.
- Беттіна Гоззадіні, юристка, читала лекції в університеті Болоньї в 1236 році.

### XIVст.
- Доротея Букка (1360—1436), очолювала кафедру медицини в університеті Болоньї.

### XVIст.
- Астрономка Софія Браге
- Тарквінія Молза (1542—1617), філософ, за визнання заслуг отримала почесне громадянство Риму для себе і свого потомства.

### XVIIст.
- Маргарет Кавендіш — філософ
- Марія Куніц — астроном
- Ельжбета Гевелій — перша польська астрономка.
- Марія Маргарет Кірх — астрономка.
- Марія Сибілла Меріан — ентомологиня.
- Єлена Лукреція Корнаро Піскопія — математик і філософ, перша жінка, що здобула кандидатський науковий ступінь.

### XVIIIст.
- Марія Гаетана Аньєзі — математик
- Марія Ангела Ардінгелі — фізик
- Елеонора Барбапіккола — філософ
- Лаура Бассі — фізик
- Клелія Борромео — філософ і математик
- Джейн Колден — ботанікиня
- Хуана Інес де ла Крус — письменниця і астрономка
- Емілі дю Шатле — фізик
- Марія Далле Донне — лікарка
- Жанна Дюме — астрономка
- Софі Жермен — математик
- Кетрін Грін — письменниця, винахідниця[джерело?]
- Кароліна Гершель — астрономка
- Жозефіна Каблік — палеонтологиня
- Маргарета Кірх — астрономка
- Ніколь-Рейн Лепот — астрономка
- Марта Даніель Логан — письменниця-садівниця
- Анна Моранді Манцоліні — анатомка
- Сибілла Мастерс — винахідниця
- Крістіна Роккаті — фізик
- Мері Сомервілль — фізик
- Жанна Вільпре-Павер — морська біолог

### XIXст.
- Мері Еннінг, палеонтологиня
- Анна Аткінс, ботанікиня і фотографиня
- Герта Маркс Айртон, математик
- Сара Жозефіна Бейкер, хірургиня
- Елізабет Блеквелл, лікарка
- Елізабет Брегг, інженерка
- Елізабет Найт Бріттон, ботанік-бріолог
- Мері Е. Бріттон, лікарка
- Мері Вітон, психолог і філософ
- Енні Джамп Кеннон, астроном
- Корнелія Клепп, зоолог і морська біолог
- Етнограф Еліс Флетчер
- Астроном Вільяміна Флемінг
- Кейт Глісон, інженер
- Астроном Маргарет Ліндсі Хаггінс
- Мері Путнам Якобі, лікарка
- Астроном Доротея Клампке
- Зофія Ковалевська, математик
- Берта Ламме, інженер
- Астрономка Генрієтта Левітт
- Ада Лавлейс, математик
- Маргарет Е. Матлбі, фізик
- Фізик Ліза Майтнер
- Астроном Марія Мітчелл
- Флоренс Найтінгейл
- Еммі Нетер
- Беатрікс Поттер
- Еллен Своллоу Річардс
- Катерина Скарпелліні
- Лідія Вайт Шаттак
- Хімік Марія Склодовська-Кюрі
- Нетті Стівенс
- Ida Tacke-Noddack
- Джанет Тейлор
- Люсі Хоббс Тейлор
- Мері Вокер
- Маргарет Флой Уошберн
- Сара Ф. Уайтинг
- Дороті Рінч

### XXст.
- Мадлен Барнотей
- Оливія Енн Біч
- Рут Бенедикт
- Маргарет Бербідж
- Дебора Крокер
- Розалінд Елсі Франклін
- Евелін Бойд Гранвіль
- Анна Дж. Гаррісон
- Дороті Кроуфут Годжкін
- Грейс Хоппер
- Сетхан Говард
- Ірен Жоліо-Кюрі
- Естер Ледерберг
- Нор Махал
- Марія Гепперт-Маєр
- Анна Вєжбіцька, лінгвістка
- Барбара Мак-Клінток
- Мод Ментен
- Крістіана Нюсляйн-Фольгард
- Донна Осіф
- Сесілія Пейн-Гапошкіна
- Софія Переяслав
- Петсі Шерман
- Марія Телкеш
- Мері Олліден Уівер
- Ву Цзяньсюн
- Розалін Сасмен Ялоу
- Маргарет Марнейн, фізик